# TS-19
«TS-19»— es el sexto episodio y el final de la primera temporada de la serie de terror posapocalíptico The Walking Dead. Se estrenó en AMC en los Estados Unidos el 5 de diciembre de 2010. El episodio fue escrito por Adam Fierro y Frank Darabont, el creador de la serie. Estuvo dirigido por Guy Ferland.
Los temas tales como romance, violación, suicidio y terror prevalecen en todo "TS-19". Los diferentes desarrollos de personajes ocurren a lo largo del episodio, particularmente con Shane Walsh (Jon Bernthal), quien escribió Robert Kirkman sintió que los espectadores, dándole un paso para identificarlo como el principal antagonista del programa para la siguiente temporada. La producción para "TS-19" comenzó en el Cobb Energy Performing Arts Center, a diferencia de la sede actual del verdadero Centro de Control y Prevención de Enfermedades, que no se podía filmar debido a la alta seguridad del área.
"TS-19" recibió una recepción favorable por parte de los comentaristas de televisión, que elogiaron el desarrollo de varios personajes y las actuaciones de varios actores y actrices. Tras su emisión, alcanzó 5.97 millones de espectadores y una calificación de 3.4 en el grupo demográfico de 18-49, según la Nielsen Media Research. "TS-19" en un momento fue el episodio de mayor audiencia del programa, y es la transmisión de mayor audiencia en su primera temporada.
Este episodio marca las últimas apariciones de Noah Emmerich como Edwin Jenner y de Jeryl Prescott Sales como Jacqui.

## Trama
El episodio inicia con un flashback  en los primeros días del Apocalipsis, varios militares recorren de manera frenética los pasillos de un hospital. Shane (Jon Bernthal) con su traje de policía, intenta abrirse camino hacia algún lugar mientras unos militares combatían a los caminantes, pero en eso unos muertos entran y masacran a los militares. Tras tomar una camilla, Shane entra a la habitación de Rick (Andrew Lincoln) y trata de sacarlo de allí, pero se ve interrumpido por un militar que entra a la habitación, por lo que se esconde para que no lo vean. Cuando el militar se va, Shane trata de despertar a su amigo en un intento desesperado, pero nada sucede. La energía del lugar se corta y el soporte médico que mantenía a Rick estable deja de funcionar. Shane intenta escuchar los latidos del corazón del Rick, pero no puede debido al ruido, y, tras debatirlo unos instantes, toma la decisión de abandonarlo pero antes de marcharse bloquea la entrada a la habitación con una camilla del hospital.
De vuelta al momento actual, después de entrar en la sede de los Centros para el Control y la Prevención de Enfermedades, los supervivientes son enfrentados por el Dr. Edwin Jenner (Noah Emmerich), que está armado con una carabina automática. Jenner permite al grupo permanecer, con la condición de que todos ellos deben realizarse un análisis de sangre, con lo que Rick está de acuerdo. A medida que el grupo es complacido con varios lujos tales como duchas y vino, muchos de ellos están perplejos con la situación: Jenner revela que él es el único personal médico dedicado a la erradicación de la enfermedad, y que gran parte del personal médico ha regresado con sus familias o se han suicidado. Mientras tanto, un borracho Shane se enfrenta con Lori (Sarah Wayne Callies) debido a su actitud insensible hacia él tras el regreso de su marido. La discusión llega a mayores y Shane intenta violar a Lori, pero retrocede cuando ella le araña en el cuello.
A la mañana siguiente, Jenner muestra al grupo los resultados clínicos de la Prueba Asunto 19. Una persona (más tarde se revela que se trata de la esposa de Jenner) mordida por un caminante y sin posibilidades de sobrevivir se ofreció para ser observada y grabada para comprender el progreso de la enfermedad. El lapso de tiempo MRI del vídeo demuestra que la enfermedad ataca el cerebro, de forma similar a la meningitis, y en última instancia mata a la víctima. La actividad cerebral se reinicia un par de horas más tarde, reanimando al mismo tiempo en el cuerpo en meras funciones básicas. Jenner explica que el tronco cerebral se puede llegar a reanimar desde unos pocos minutos hasta 8 horas después de la muerte, y agrega que los rasgos humanos conscientes de la función cerebral no regresan.
Jenner teoriza que los centros médicos de todo el mundo pueden haber llegado a tesis similares. También comenta que un grupo de médicos franceses llegaron casi al desarrollo de una cura, pero se perdió la comunicación. Los sobrevivientes se sorprenden cuando se enteran de que la civilización humana está dejando de existir. Más tarde, el grupo confirma que el último tanque de diésel se está quedando sin combustible, produciéndose un corte de energía. Dado que la instalación fue diseñada para aislar enfermedades inimaginablemente peligrosas, si el centro no se puede alimentar energéticamente, se autodestruye automáticamente, de modo que impida que eventuales enfermedades estudiadas allí se propagasen. A medida que Jenner les dice que no hay esperanza para la humanidad, les dice que el procedimiento de descontaminación (un arma termobárica de alto impulso con cable largo de las salidas de aire de la instalación) provocará la destrucción de todo el interior de la instalación, ofreciendo una muerte instantánea y sin dolor para todos.
Rick y Lori abogan porque se abriesen las puertas, mientras que Daryl (Norman Reedus) y Shane intentan forzar a Jenner para abrir las puertas. Él cede porque saben que si lo matan no van a conseguir la combinación para abrir las puertas, y luego todos ellos habrían muerto. Por último, con menos de cinco minutos para el final, Jenner abre las puertas después de las súplicas de Rick con él para hacerles al menos "tratan" para superar esta tragedia y no verse obligado a morir. Dos de los supervivientes, Jacqui (Jeryl Prescott Sales) y Andrea (Laurie Holden), optan por quedarse atrás, pero Dale (Jeffrey DeMunn) se niega a irse sin Andrea. Antes de que Rick y el grupo se marchen del centro, Jenner susurra algo al oído de Rick que le deja visiblemente conmocionado. El resto del grupo se dirige hacia las salidas, Carol (Melissa McBride) le otorga una granada a Rick la cual se la sacó anteriormente cuando estaba lavandole la ropa y con eso hacen estallar una luna blindada en los exteriores del CDC, abriéndose camino a sus vehículos a través de varios caminantes. Andrea y Dale salen momentos antes de que detone el edificio; Jacqui se queda dentro con Jenner. Jacqui y Jenner toman de las manos y comienza la explosión. El episodio termina con los sobrevivientes formando un convoy de vehículos y saliendo de la zona, mientras que una gran columna de humo y llamas sale del lugar. Rick y los otros miran tristes lo que queda del edificio, encendiendo los motores y alejándose del lugar.

## Producción

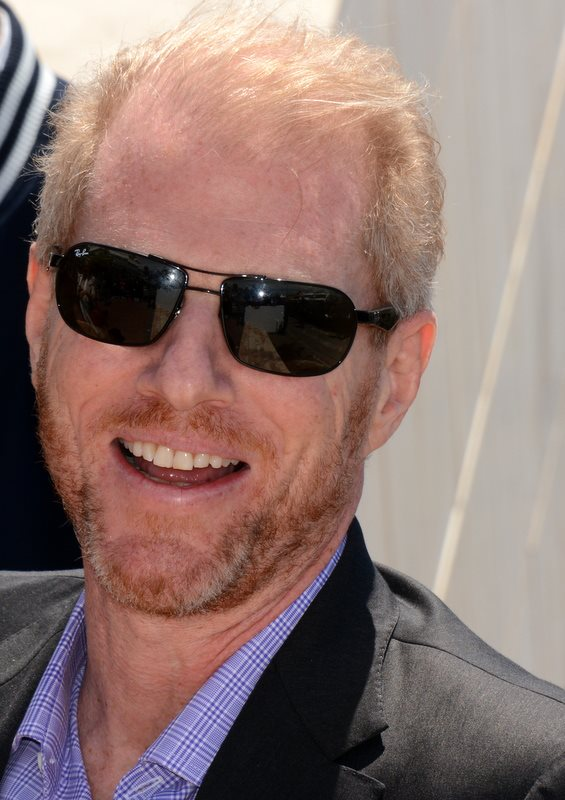
Noah Emmerich hizo una aparición especial en el episodio como Dr. Edwin Jenner.

«TS-19» fue dirigido por Guy Ferland y escrito por Frank Darabont y Adam Fierro. El actor Noah Emmerich hizo una aparición especial en el programa, retratando el personaje de Edwin Jenner, uno de los pocos miembros del personal médico restante dedicado a erradicar el virus. La aparición de Emmerich se anunció formalmente en noviembre de 2010. Darabont presagió el desarrollo del episodio el mismo mes, junto con sus predecesores «Vatos» y «Wildfire». «Antes de que todo esté dicho y hecho, las opiniones y acciones del grupo están divididas». La productora Gale Anne Hurd agregó: «Las apuestas son más altas, la disensión se desarrolla, las rivalidades se intensifican».
La fotografía principal de «TS-19» se transmitió en el Cobb Energy Performing Arts Center, que se utilizó como el Centros para el Control y la Prevención de Enfermedades. Los productores del espectáculo no pudieron fotografiar el interior de los edificios reales como parte de los Centros para el Control y la Prevención de Enfermedades como un punto de referencia debido a su alta seguridad. Aunque la ubicación no aparecía en los cómics del mismo nombre, Hurd sintió que era importante agregarla debido a su proximidad al campamento de sobrevivientes. A diferencia del episodio anterior, donde la filmación se realizó principalmente fuera del Cobb Energy Performing Arts Center, la producción para «TS-19» ocurrió dentro del edificio. Darabont concibió la idea de explorar en los Centros para la Enfermedad Control y Prevención. «Cuando Frank me lanzó la idea, me dijo que quería llevarlos al CDC y decirme todas las cosas diferentes que él sentía que saldrían de esa historia, la ciencia de todo y el ser atrapado en el pequeño lugar, Estaba pensando mucho en cosas de Day of the Dead», eso dijo el creador Robert Kirkman. «Esa es una de las razones por las que estaba tan de acuerdo con la idea».
En la conclusión del episodio, Jenner llama deliberadamente a la autodestrucción del edificio, que finalmente explota poco después. Se instaló una placa en el conjunto, que se cernía sobre pirotecnia. La placa se volteó hacia abajo para crear un efecto óptico donde la llama viaja a través del panel. Esto creó una ilusión de que la explosión se estaba expandiendo. La secuencia se dividió en seis cortes diferentes; el primero consistió en el cristal de ruptura del edificio, mientras que el último marco concluyó con el colapso de los Centros para el Control y la Prevención de Enfermedades. Mientras su grupo escapa de los Centros de Control y Prevención de Enfermedades, Jenner le susurra a Rick sobre el virus que ha causado el apocalipsis zombi. Inicialmente no había ninguna indicación sobre lo que le dijo Jenner; el diálogo se insertó previamente en el guion del episodio, pero luego se eliminó. «Estoy tan contento de que no lo hayan revelado», dijo Andrew Lincoln, «porque estaba escrito y era extremadamente poderoso, y les dije a todos: Grabar esta página: nadie debería saberlo aparte de Rick y Frank. Es genial que lo hayan dejado [como un misterio] -es perfecto, es tan elegante».
Kirkman estaba contento con la idea de burlarse de la revelación de Jenner en lugar de revelar descaradamente cualquier cosa sobre los orígenes del virus. «Pensé que era una gran adición. Me opongo mucho a mostrar lo que el real porque [para los zombies] es y explica cómo funcionan las cosas, pero molestar un poco es algo grandioso. Si agrega una capa extra al drama, entonces estoy totalmente de acuerdo», afirmó. «También condujo al misterio fantástico del susurro que Jenner le da a Rick al final de esa escena. Eso va a jugar un poco en la segunda temporada. Sé a dónde va eso y es realmente genial». No es hasta el final de la segunda temporada, «Beside the Dying Fire», que Rick revela el mensaje de Jenner al grupo.
En una entrevista de 2014 con The Hollywood Reporter, Robert Kirkman reveló que lamenta revelar que todos en el nuevo mundo están infectados demasiado pronto, diciendo «Si tuviera que hacerlo de nuevo, no habría hecho el episodio de los CDC [al final de la primera temporada]. Posiblemente proporcionó demasiada información y fue un gran cambio muy temprano en la serie».

### Desarrollo
Junto al elenco principal, supuso la última aparición de Jacqui, interpretada por Jeryl Prescott, quien murió en el CDC con el Dr. Edwin Jenner, interpretado por Noah Emmerich. Claire Bronson interpretó a Candace Jenner, que trabajó con Edwin Jenner en el CDC antes de ser infectada y asesinada. Barry Hopkins interpretó a un paciente del hospital. Joyce Liles, Ken Melde, M.V. Oliphant, Mike Senior y Lisa Marie Thomas interpretaron a médicos y enfermeras.

## Temas y referencias culturales

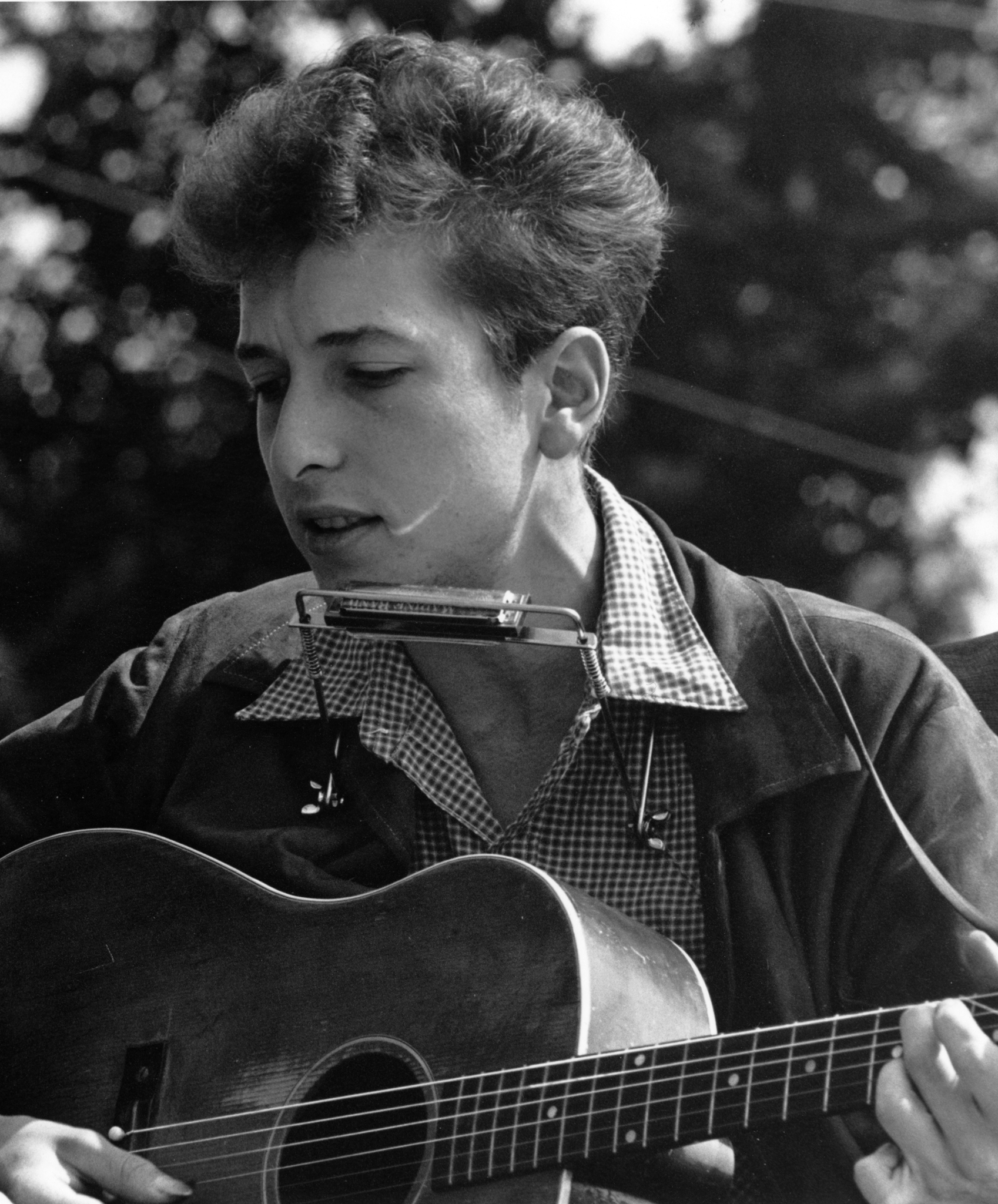
Cerca del final del episodio, se escucha como música de fondo "Tomorrow Is a Long Time" (1971) tema de Bob Dylan.

Las ideas que aluden al romance que prevalece a lo largo del episodio. El desarrollo entre Shane Walsh y Lori Grimes continúa en "TS-19", que muestra un flashback que muestra a Shane en conflicto con la decisión de dejar inconsciente a Rick Grimes en el hospital, quien Shane inicialmente presume que está muerto. Kirkman afirmó que la secuencia agregó una dimensión a la historia, y concluyó que para el final del episodio, la audiencia ya no identificará a Shane como un antagonista. "Hasta el sexto episodio, tienes la sensación de que Shane en realidad es un tipo malo, que le mintió a Lori y le hizo creer que él estaba muerto para facilitar que se mude con ella ", dijo Kirkman. "El flashback hace un gran trabajo al decirle que eso no es cierto: intentó salvar a Rick, quería salvar a Rick. Estaba como pegado a la pared y realmente creía que Rick estaba muerto". Lincoln dijo sobre el flashback: "Te das cuenta de la lealtad de Shane como amigo y como hombre, y también sus debilidades. Todavía no puede tomar una decisión sin su compañero, y te das cuenta de que tiene fallas, todos están bajo una presión increíble, ves que el estado del mundo es tan extremo y aterrador que las personas están tomando decisiones de una fracción de segundo bajo una gran presión. ¿Shane está atrapando a Rick, o está tratando de evitar que lo tomen los caminantes? Hay muchas maneras diferentes de interpretar lo que Shane ha hecho y esa es la belleza del espectáculo es que no hay respuestas claras y definitivas, usted hace su propia opinión". Otros temas prominentes en el episodio incluyen suicidio y terror.
La progresión del personaje de Shane es un punto focal en "TS-19". Después de enfrentarse al constante rechazo de Lori durante gran parte de los tres episodios anteriores, se ha vuelto más agitado e impaciente con ella. Según Kirkman, era importante integrar la dimensión al personaje para que los espectadores "puedan ver". más adelante en el episodio, cuando [Shane] lo está perdiendo y se está volviendo un tanto violento con Lori, la transición que ha vivido y cómo este mundo lo ha transformado de ser un tipo amoroso y despreocupado hacia este tipo que lentamente se está volviendo un poco un maníaco".
El espectáculo presenta varias referencias relacionadas con la música, los medios, el cine y otros fenómenos culturales populares. El personaje de El Dr. Edwin Jenner se inspiró en el médico inglés Edward Jenner, un pionero en la erradicación de la viruela. El título del episodio es un acrónimo de Test Subject 19, en español (Sujeto de Prueba 19) un paciente que fue examinado por Jenner para investigación clínica. Cuando "TS-19" llega a su fin, se puede escuchar la canción "Tomorrow Is a Long Time "(1971) del cantante y compositor estadounidense Bob Dylan como tema de fondo musical. "Liz Kelly de The Washington Post sugirió que podría haberse referido a la pausa aparentemente larga que se produjo después del final de la temporada".

## Recepción

### Audiencia
"TS-19" se emitió originalmente el 5 de diciembre de 2010 en los Estados Unidos en AMC. Tras la emisión inicial, el episodio acumuló 5,97 millones de espectadores y una calificación de 4,1 hogares, lo que indica que el 4,1% de los hogares que vieron televisión vieron el episodio. Después de dos presentaciones finales, la audiencia total se acumuló a 8.1 millones. En el momento de su emisión, "TS-19" fue la serie de televisión por cable de mayor audiencia de todos los tiempos demográficamente; obtuvo una calificación de 3.4 en el grupo demográfico de 18-49, que denota 4 millones de espectadores, mientras que simultáneamente adquirió 3.5 millones de espectadores en el grupo demográfico de 25-54 según Nielsen Media Research. El galardón fue seguido por tres episodios de The Walking Dead: las calificaciones del episodio fueron superadas por el estreno de la segunda temporada "What Lies Ahead", seguido por "Nebraska", y por último, el segundo final de temporada "Beside the Dying Fire", de los cuales el último mencionado actualmente tiene el registro. "TS-19" se convirtió en la transmisión por cable más vista del día, obteniendo clasificaciones significativamente más altas que las entregas de  Hannah Montana  y Shake It Up  en Disney Channel. Las calificaciones y la audiencia total aumentaron moderadamente con respecto a la entrega anterior, "Wildfire", que recibió 5,56 millones de espectadores y una calificación de 2,8 en el grupo demográfico de 18-49.
En el Reino Unido, "TS-19" obtuvo 492,000 espectadores, y posteriormente se convirtió en la serie de televisión más vista de la semana en FX UK.

### Respuesta crítica
"TS-19" obtuvo críticas favorables de la mayoría de los críticos de televisión. En su revisión de 8,5 sobre 10, Eric Goldman de IGN escribió que el episodio fue un espectáculo excepcional para la serie, y agregó que contaba "una historia convincente e intensa dentro de su hora", aunque evitando los cómics. Michelle Kung quien escribió para The Wall Street Journal escribió, "La primera temporada de The Walking Dead no termina exactamente en una nota optimista, pero nuestros héroes quedan conduciendo a lo desconocido después de escapando de una muerte segura en el CDC." Kurt Christenson de  New York Daily News analizó que casi y todos todavía están en la oscuridad, y Kelly declaró que "TS-19" llegó a un "final abrupto y explosivo". El periodista de Salon Simon Abrams concluyó que el ritmo frenético de The Walking Dead era relatable, mientras que el comentarista de televisión de la Paste Josh Jackson estaba interesado en el desarrollo del personaje en el episodio, así como en los diversos temas políticos cubiertos; "Después de seis episodios, vale la pena preocuparse por los personajes. A pesar de los ocasionales monólogos, temperamentos rápidos y desafortunados estereotipos, las pocas almas vivientes en The Walking Dead son un atractivo mayor que los zombis. El programa ha dedicado más tiempo a temas como el matrimonio, la paternidad, la infidelidad, la pérdida, la violencia doméstica, los roles de género, la política a pequeña escala, la lealtad y la bondad de los asesinatos. Al llenar el mundo de zombis, Frank Darabont puede explorar la condición humana en circunstancias extremas". El escritor de Entertainment Weekly Dan Snierson fue entretenido por "TS-19", y afirmó que la conclusión "resonó sobre las imágenes de Rick & su gente. convirtiéndose en algo extremadamente desconocido, tenemos la sensación de que como siempre y cuando estuvieran vivos, al menos existía la posibilidad de un mañana ". Escribiendo para la misma publicación, Jeff Jensen estaba intrigado por cómo los productores excluyeron los temas de los cómics y luego notó que era prueba de que estaban usando los cómics como una ruta de inspiración temática en lugar de una interpretación literal. Para Los Angeles Times Gina McIntyre, "el final de esta noche sí [...] dio mucha información, en la naturaleza de la plaga, en términos relativos de todos modos".
Algunos comentaristas fueron menos entusiastas sobre el episodio que el consenso general. Aunque Josh Wigler de MTV declaró "TS-19" una "hora atractiva", profesó que faltaba para un final de temporada. "Si bien hubo una bola de fuego masiva y una cantidad decente de acción zombie", explicó Wigler, "sin mencionar información concreta sobre el brote, todavía hay varios hilos argumentales que no se acercan a la resolución".
Mike Ryan de Vanity Fair argumentó que, en contraste con una "gran temporada", el episodio fue una conclusión mediocre a  The Walking Dead  escribiendo que la primera temporada, "podría haber sido la hora de televisión más tonta que he visto".
Leonard Pierce de  The A.V. Club" emitió "TS-19" un grado B: a pesar de proclamar que "había algunas cosas buenas" en el episodio, Pierce opinó que estaba por debajo de sus expectativas. Denunció muchas escenas en el episodio, notablemente la secuencia de explosión, ya que sentía que era un desperdicio de la cinematografía. "El hecho de que casi todas las escenas se desarrollaran en un lugar oscuro y cerrado desperdiciaba la cinematografía hermosa de The Walking Dead' ', el ritmo fue de nuevo fuera de ritmo, con demasiadas escenas acolchonadas de personas mirándose en estado de shock, y, aunque normalmente no me molestan las artimañas de la trama, no hay forma de que nadie en un vehículo que cerca de una explosión tan grande hubiera sobrevivido ".
Escribiendo para Cinema Blend, Nick Venable dijo que fue un episodio interesante, aunque podría haber sido ejecutado de una mejor manera.
La progresión de personajes de varios personajes y las actuaciones de varios actores fueron alabadas por la crítica. Wigler notó que Bernthal, Holden y DeMunn entregaron "un brillante trabajo de carácter", una opinión que se hizo eco de Pierce con respecto a la actuación de Emmerich; "Tiene una intensidad nerviosa que fundamenta cada escena en la que se encontraba, que este programa necesita". De manera similar, Alan Sepinwall de HitFix describió la actuación de Emmerich como "inquietante", y finalmente citó las actuaciones de Lincoln, Holden y DeMunn como episodios destacados. Ryan afirmó que el desarrollo del carácter seguía siendo uno de los puntos más fuertes de la serie.

## Escena eliminada
En una escena eliminada de la serie de televisión, después de que el grupo de Rick huye del CDC, regresan al asilo de Atlanta que visitaron por primera vez en "Vatos", solo para descubrir que los residentes y sus protectores han sido asesinados y sus suministros saqueados.